# Clementina Sganzini
Clementina Sganzini (* 8. November 1927 in Vira (Gambarogno); † 16. Januar 2016 in Viganello) war eine Schweizer Anwältin, erste Richterin im Tessin und Präsidentin am Tessiner Appellationsgericht.

## Leben
Sganzini war die Tochter des Sprachwissenschaftlers Silvio Sganzini und dessen Ehefrau Aurora geborene Pedrini. In den 1930er Jahren zog die Familie nach Pisa und liess sich ab 1943 in Lugano nieder, wo sie das Kantonale Gymnasium besuchte und im Juli 1946 ihre Matura machte. Danach studierte sie an der Universität Mailand, wo sie am 7. Juli 1951 ihr Jurastudium abschloss.
Nach ihrer Rückkehr absolvierte sie die Gerichtslehre am Magistratsgericht Lugano Città und im Büro des Rechtsanwalts Emilio Rava. 1954 erhielt sie das kantonale Anwaltspatent und im September 1954 eröffnete sie ihre eigene Anwaltskanzlei. Die Karriere in Justiz und Notariat war für Frauen im Tessin bis Februar 1971 nicht möglich.
Sganzini gehörte zu den ersten Anwältinnen im Kanton Tessin. Um den Frauen mehr berufliche Möglichkeiten zu erschliessen, schloss sie sich der sozialen Frauenbewegung und später der Gruppo Donne Liberali von Lugano an. Um in den Frauenbewegungen kostenlose Rechtsberatung anbieten und um Staatsbürgerkundeunterricht erteilen zu können, schloss Sganzini 1957 ihre Kanzlei.
Bis 1961 arbeitete sie als Sekretärin und Supervisorin beim Bezirksgericht Lugano (Pretura di Lugano Campagna) und anschliessend ein Jahrzehnt als Lehrerin an den Handelsschulen für Frauen und als Mitarbeiterin der Anwaltskanzlei Tettamanti-Spiess-Dotta in Lugano.
1971 bestand sie das Notariatsexamen und eröffnete eine neue Kanzlei. Im März 1972 wurde Sganzini von der Liberal Radikalen Partei (PLR) zur Richterin des Appellationsgerichts gewählt, zur Präsidentin des Kassations- und Strafrechtsprüfungsgerichts sowie zur Vizepräsidentin der Ersten Zivilkammer. 1982 wurde sie wiedergewählt und vier Jahre später wurde ihr als erste Frau das Präsidium des Tessiner Appellationsgerichts anvertraut.
Mit 65 Jahren liess sie sich nicht mehr für das Berufungsgericht aufstellen und wurde zur Ersatzperson ernannt. Im Ruhestand war sie jahrelang Richterin am kantonalen Strafgericht.
Zusammen mit dem Erzpriester der Kathedrale San Lorenzo (Lugano) Don Corrado Cortella, rief sie 1998 das «Aurora-Projekt» (Fondazione Progetto aurora) ins Leben, um Frauen bei der Wahl einer Alternative zur Abtreibung zu unterstützen.

## Schriften
- Coincidenze e diformità strutturali tra gli istituti fondamentali del codice penale svizzero e del codice penale italiano (Koinzidenzen und strukturelle Unterschiede zwischen den grundlegenden Institutionen des Schweizer Strafgesetzbuches und des italienischen Strafgesetzbuches). Università Cattolica del Sacro Cuore, Mailand, 1951, S. Datt. L.p.
- La donna che divorzia nel diritto svizzero (Die Frau, die sich im Schweizer Recht scheiden lässt). Accademia Giuridica Umbra, Perugia, 1960.